# Photinus von Sirmium
Photinus von Sirmium (griechisch Photeinos, eingedeutscht Photin; * in Ancyra; † 376) war Bischof von Sirmium und vertrat eine als Häresie verurteilte Lehre, nach der Jesus ein von Gott zu seinem Sohn erhobener Mensch war (Adoptianismus).

## Leben und Lehre
Photinus wuchs im galatischen Ancyra auf, dem heutigen Ankara (Türkei). Dort war er Schüler und kurzzeitig auch Diakon des Bischofs Marcellus. Um 343 wurde Photinus Bischof von Sirmium. In Anlehnung an Marcellus und Paulus von Samosata entwickelte er eine Lehre, nach der Jesus Christus nicht göttlichen Wesens, sondern ein Mensch gewesen sei, der von Gott zu seinem Sohn erhöht wurde (Adoptianismus). Seine Lehren wurden auf Synoden in Antiochia (344), Mailand (345 und 347) und Sirmium (348) als häretisch verurteilt, 351/352 wurde er auf einer weiteren Synode von Sirmium nach einem Streit mit dem einflussreichen Bischof Basilius von Ancyra schließlich endgültig verbannt. 355 wurde das Urteil auf dem Konzil von Mailand noch einmal bestätigt. 361 ließ der neue Kaiser Julian ihn begnadigen, sodass er auf seinen Bischofssitz in Sirmium zurückkehren konnte. Die Amnestie gehört zu einer Reihe von Begnadigungen, mit denen Julian, der das Heidentum begünstigte, die Zerstrittenheit des Christentums fördern wollte. In diesem Zusammenhang schrieb der Kaiser auch einen Brief an Photinos, der in Teilen erhalten ist. Nach dem Tod Julians 363 wurde Photinus jedoch unter Valentinian I. 364 endgültig verbannt. Er starb 376 in Galatien.

## Nachleben
Seine Lehre wurde noch bis ins 5. Jahrhundert von verschiedenen Gruppierungen vertreten, die sich in Anlehnung an Photinos als „Photinianer“ bezeichneten. Unter ihnen war sein Schüler Bischof Bonosus von Naissus. Als Kaiser Gratian 378 ein Toleranzedikt erließ, nahm er neben den Eunomianern und den Manichäern ausdrücklich die Photinianer davon aus. 381 wandte sich Theodosius I. in einem Gesetz erneut gegen die Photinianer. Im Westen wurden die Photinianer auf zwei Synoden in Rom (375 und 382) unter Damasus I. verurteilt. 428 erfolgte ein weiteres gesetzliches Verbot.